# Chic
Chic（直译：时髦 / 别致，/ʃiːk/；SHEEK）是美国的迪斯科乐队，该乐队成立于1972年，由吉他手尼尔·罗杰斯和贝斯手伯纳德·爱德华兹组成，现名为Nile Rodgers & Chic。该乐队录制了许多商业上成功的迪斯科歌曲，其中包括《Dance, Dance, Dance (Yowsah, Yowsah, Yowsah)》（1977年）、《Everybody Dance》（1977年）、《Le Freak》（1978年）、《I Want Your Love》（1978年）、《Good Times》（1979年）、《My Forbidden Lover》（1979年）。该乐队评价自身是迪斯科运动的摇滚乐队，“为嬉皮士的和平、爱与自由做出了贡献”。
2017年，乐队Chic第十一次被提名入选摇滚名人堂。

## 音乐作品

### 专辑
- Chic（英语：Chic (album)） (1977年)
- C'est Chic（英语：C'est Chic） (1978年)
- Risqué (专辑)（英语：Risqué (album)） (1979年)
- Real People（英语：Real People (album)） (1980年)
- Take It Off（英语：Take It Off (album)） (1981年)
- Tongue in Chic（英语：Tongue in Chic） (1982年)
- Believer（英语：Believer (Chic album)） (1983年)
- Chic-ism（英语：Chic-ism） (1992年)
- It's About Time（英语：It's About Time (Chic album)） (2018年)

## 书籍
- Everybody Dance: Chic and the Politics of Disco（《人人跳舞：迪斯科的时尚与政治》）Daryl Easlea, Helter Skelter Publishing (October 24, 2004), ISBN 1-900924-56-0